# Hexatoma (Hexatoma) gaedii
Hexatoma (Hexatoma) gaedii is een tweevleugelige uit de familie steltmuggen (Limoniidae). De soort komt voor in het Palearctisch gebied.